# Annulohypoxylon

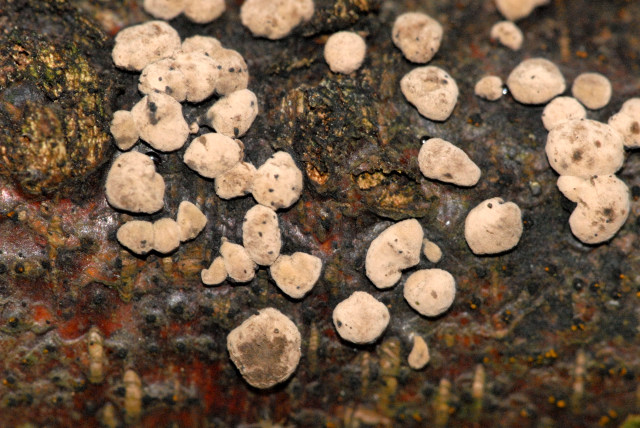
Hypoxylon cohaerens

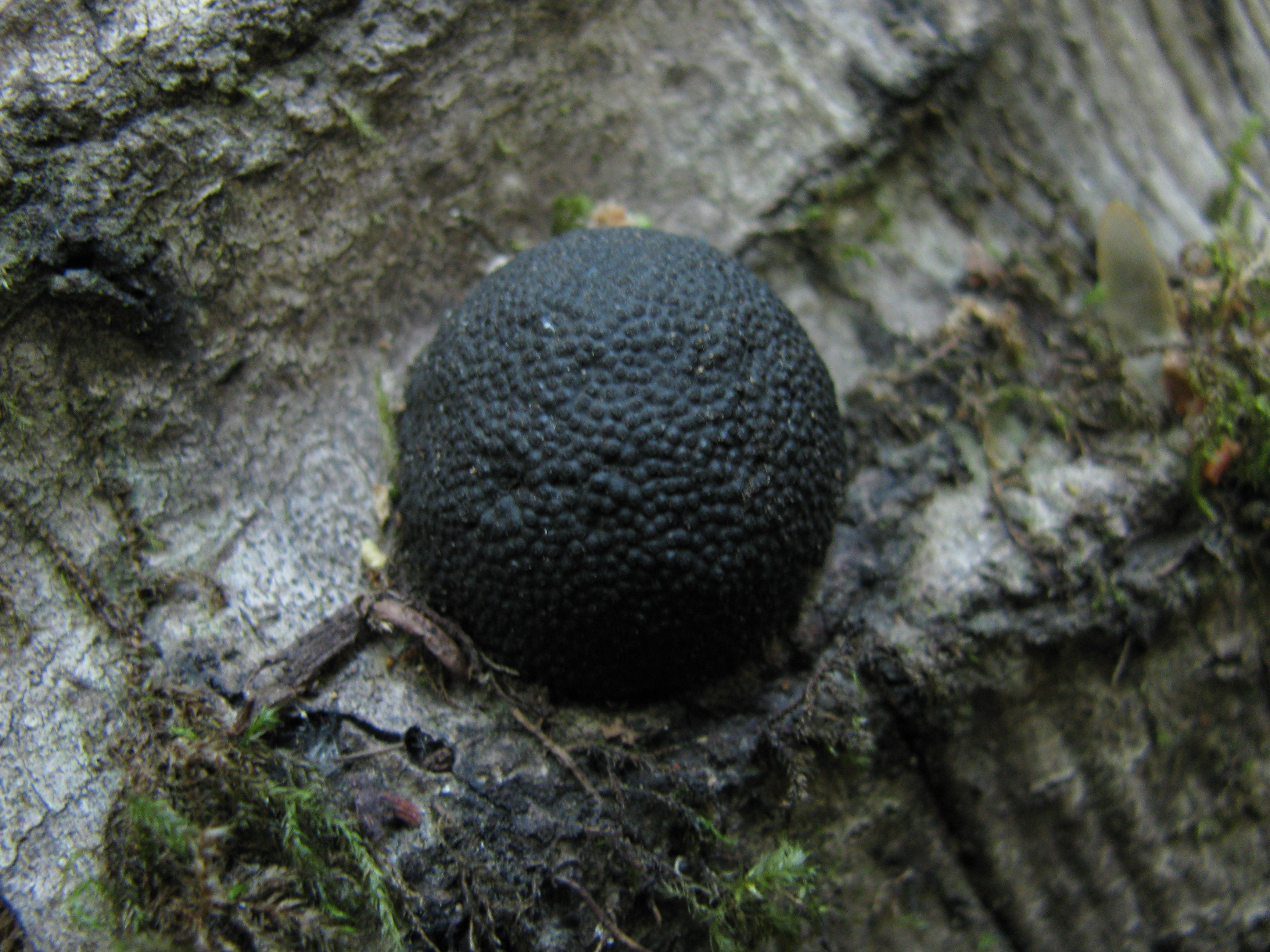
Annulohypoxylon thouarsianum

Annulohypoxylon  Y.M. Ju, J.D. Rogers & H.M. Hsieh – rodzaj grzybów z rodziny Hypoxylaceae.

## Systematyka
Pozycja w klasyfikacji według Index Fungorum: Hypoxylaceae, Xylariales, Xylariomycetidae, Sordariomycetes, Pezizomycotina, Ascomycota, Fungi.
Jest to niedawno utworzony rodzaj. Powstał przez wydzielenie niektórych gatunków z rodzaju Hypoxylon (drewniak).

## Niektóre gatunki
- Annulohypoxylon albidiscum Jin F. Zhang, Jian K. Liu, K.D. Hyde & Zi Y. Liu 2016
- Annulohypoxylon annulatum (Schwein.) Y.M. Ju, J.D. Rogers & H.M. Hsieh 2005
- Annulohypoxylon apiahynum (Speg.) Hladki & A.I. Romero 2009
- Annulohypoxylon archeri (Berk.) Y.M. Ju, J.D. Rogers & H.M. Hsieh 2005
- Annulohypoxylon atroroseum (J.D. Rogers) Y.M. Ju, J.D. Rogers & H.M. Hsieh 2005
- Annulohypoxylon austrobahiense Jad. Pereira, J.D. Rogers & J.L. Bezerra 2010
- Annulohypoxylon bahnphadengense J. Fourn. & M. Stadler 2009
- Annulohypoxylon bovei (Speg.) Y.M. Ju, J.D. Rogers & H.M. Hsieh 200
- Annulohypoxylon elevatidiscum (Y.M. Ju, J.D. Rogers & H.M. Hsieh) Y.M. Ju, J.D. Rogers & H.M. Hsieh 2005
- Annulohypoxylon gombakense (M.A. Whalley, Y.M. Ju, J.D. Rogers & Whalley) Y.M. Ju, J.D. Rogers & H.M. Hsieh 2005
- Annulohypoxylon hemicarpum Jad. Pereira, J.D. Rogers & J.L. Bezerra 2010
- Annulohypoxylon hians  (Berk. & Cooke) Y.M. Ju, J.D. Rogers & H.M. Hsieh 2005
- Annulohypoxylon ilanense  (Y.M. Ju & J.D. Rogers) Y.M. Ju, J.D. Rogers & H.M. Hsieh 2005
- Annulohypoxylon leptascum  (Speg.) Y.M. Ju, J.D. Rogers & H.M. Hsieh 2005
- Annulohypoxylon leucadendri  Marinc., M.J. Wingf. & Crous 2008
- Annulohypoxylon macrodiscum  Jad. Pereira, J.D. Rogers & J.L. Bezerra 2010
- Annulohypoxylon maeteangense  J. Fourn. & M. Stadler 2009
- Annulohypoxylon michelianum  (Ces. & De Not.) Y.M. Ju, J.D. Rogers & H.M. Hsieh 2005
- Annulohypoxylon microcarpum  (Penz. & Sacc.) Y.M. Ju, J.D. Rogers & H.M. Hsieh 2005
- Annulohypoxylon minutellum  (Syd. & P. Syd.) Y.M. Ju, J.D. Rogers & H.M. Hsieh 2005
- Annulohypoxylon moriforme  (Henn.) Y.M. Ju, J.D. Rogers & H.M. Hsieh 2005
- Annulohypoxylon nitens  (Ces.) Y.M. Ju, J.D. Rogers & H.M. Hsieh 2005
- Annulohypoxylon nothofagi  (Y.M. Ju & J.D. Rogers) Y.M. Ju, J.D. Rogers & H.M. Hsieh 2005
- Annulohypoxylon orientale  Lar.N. Vassiljeva & S.L. Stephenson 2014
- Annulohypoxylon palmicola  J.K. Liu & K.D. Hyde 2015
- Annulohypoxylon pouceanum  (Berk. & Cooke) Y.M. Ju, J.D. Rogers & H.M. Hsieh 2005
- Annulohypoxylon pseudostipitatum  (Y.M. Ju & J.D. Rogers) Y.M. Ju, J.D. Rogers & H.M. Hsieh 2005
- Annulohypoxylon purpureonitens  (Y.M. Ju & J.D. Rogers) Y.M. Ju, J.D. Rogers & H.M. Hsieh 2005
- Annulohypoxylon purpureopigmentum  Jad. Pereira, J.D. Rogers & J.L. Bezerra 2010
- Annulohypoxylon pyriforme  (Y.M. Ju & J.D. Rogers) Y.M. Ju, J.D. Rogers & H.M. Hsieh 2005
- Annulohypoxylon squamulosum  (Y.M. Ju, J.D. Rogers & H.M. Hsieh) Y.M. Ju, J.D. Rogers & H.M. Hsieh 2005
- Annulohypoxylon stygium  (Lév.) Y.M. Ju, J.D. Rogers & H.M. Hsieh 2005
- Annulohypoxylon subeffusum  (Speg.) Hladki & A.I. Romero 2009
- Annulohypoxylon thailandicum  Daranag. & K.D. Hyde 2015
- Annulohypoxylon thouarsianum  (Lév.) Y.M. Ju, J.D. Rogers & H.M. Hsieh 2005
- Annulohypoxylon truncatum  (Schwein.) Y.M. Ju, J.D. Rogers & H.M. Hsieh 2005
- Annulohypoxylon urceolatum  (Rehm) Y.M. Ju, J.D. Rogers & H.M. Hsieh 2005

(na podstawie Index Fungorum).